# Houlletia brocklehurstiana
Houlletia brocklehurstiana é uma espécie de planta do gênero Houlletia e da família Orchidaceae. Houlletia brocklehurstiana ocorre em praticamente todo litoral leste
brasileiro, sendo encontrada em regiões de altitude da mata atlântica.

## Taxonomia
A espécie foi descrita em 1841 por John Lindley.
Os seguintes sinônimos já foram catalogados:  
- Houlletia stapeliiflora  Brongn.
- Houlletia stapelioides  Brongn. ex Rchb.f.
- Maxillaria brocklehurstiana  Lindl.

## Forma de vida
É uma espécie epífita, terrícola e herbácea.

## Descrição
Terrícola com raízes cilíndricas, tem caule secundário espessado em pseudobulbo, ovóide, sulcado, 1-foliado, 6,5-8 centímetros de comprimento. Sua folha é longamente peciolada; lâmina elíptica, plicada, com várias nervuras longitudinais proeminentes, 42,5-55 centímetros de comprimento.. Ela tem flores ressupinadas, creme com pontuações e manchas castanho-vinosas; pedicelo com ovário com cerca de 2,8 centímetros  de comprimento; sépalas livres entre si, subpatentes a ligeiramente reflexas, a dorsal obovado-lanceolada; pétalas subpatentes a ligeiramente reflexas, rômbico-lanceoladas; labelo 3-partido, unguiculado, hipoquílio estreito, carnoso, epiquílio em lâmina oblongo-retangular, políniasrs cartilaginosas, unidas a um estipe e viscídio.

## Conservação
A espécie faz parte da Lista Vermelha das espécies ameaçadas do estado do Espírito Santo, no sudeste do Brasil. A lista foi publicada em 13 de junho de 2005 por intermédio do decreto estadual nº 1.499-R.

## Distribuição
A espécie é encontrada nos estados brasileiros de Bahia, Espírito Santo, Paraná, Rio de Janeiro e São Paulo.
Em termos ecológicos, é encontrada no domínio fitogeográfico de Mata Atlântica, em regiões com vegetação de mata ciliar e floresta ombrófila pluvial.